# Gary Basaraba

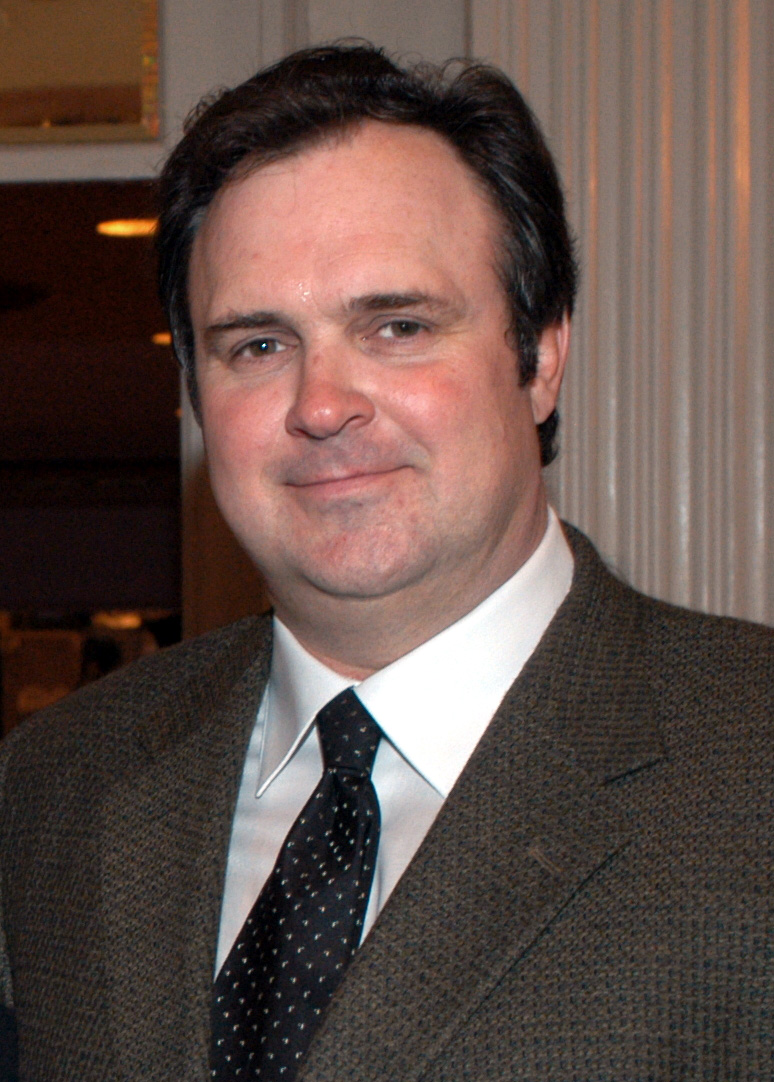
Gary Basaraba, 2003

Gary Basaraba (* 16. März 1959 in Edmonton, Alberta) ist ein kanadisch-US-amerikanischer Schauspieler, der vor allem durch seine Rolle aus den Serien Brooklyn South und Boomtown bekannt ist. Zudem ist er ein regelmäßiger Nebendarsteller in Filmproduktionen.

## Leben und Karriere
Gary Basaraba stammt aus Edmonton, der Hauptstadt der kanadischen Provinz Alberta, und ist seit 1985 als Schauspieler in Film und Fernsehen aktiv. Er wuchs in Vancouver, British Columbia auf und schloss im Jahr 1982 die Yale School of Drama erfolgreich ab. Seine erste Schauspielrolle vor der Kamera übernahm er als Leon im Film Alamo Bay. Es folgten schnell weitere kleine Filmrollen, etwa in Sweet Dreams, Wenn Träume wahr wären, Gnadenlos, Die letzte Versuchung Christi, Grüne Tomaten, Mrs. Parker und ihr lasterhafter Kreis, Das Baumhaus oder Striptease.
Von 1997 bis 1998 war er als Sgt. Richard Santoro in der Serie Brooklyn South zu sehen. Von 2003 bis 2013 wirkte er als Officer Ray Hechler in der HBO-Serie Boomtown mit. Seine Gastauftritte im Fernsehen umfassen Serien wie New York Undercover, Swift Justice, Outer Limits – Die unbekannte Dimension, Allein gegen die Zukunft, New York Cops – NYPD Blue, Für alle Fälle Amy, Third Watch – Einsatz am Limit, Alle hassen Chris, CSI: Vegas, Las Vegas, Nip/Tuck – Schönheit hat ihren Preis, Numbers – Die Logik des Verbrechens, Cold Case – Kein Opfer ist je vergessen, Blue Bloods – Crime Scene New York, Castle, Unforgettable, The Mentalist, Mad Men, Bones – Die Knochenjägerin, Forever, Madam Secretary, Navy CIS: New Orleans, Grey’s Anatomy oder Criminal Minds.
von 2007 bis 2010 war Basaraba als Hank in der kanadischen Fernsehserie Mixed Blessings zu sehen. 2009 spielte er eine Nebenrolle im Film Die Entführung der U-Bahn Pelham 123. Für die Filme Die Schlümpfe und Die Schlümpfe 2 lieh er dem Schlumpf Hefty seine Stimme. Auch in den Filmen The Accountant als Don und in Suburbicon als Mitch war er in Nebenrollen zu sehen. In der 2019 erschienenen Verfilmung The Irishman von Regisseur Martin Scorsese übernahm Basaraba die Rolle des Frank Fitzsimmons, den Präsidenten der Transportarbeitergewerkschaft International Brotherhood of Teamsters.
Häufig ist Basaraba in Polizistenrollen zu sehen. Er lebt überwiegend in New York City und Los Angeles.

## Filmografie (Auswahl)
- 1985: Alama Boy
- 1985: Sweet Dreams
- 1985: Wenn Träume wahr wären (One Magic Christmas)
- 1986: Gnadenlos (No Mercy)
- 1987: Who’s That Girl
- 1987–1988: Miami Vice (Fernsehserie, 2 Episoden)
- 1988: Die letzte Versuchung Christi (The Last Temptation of Christ)
- 1989: Ein kleiner Satansbraten (Little Sweetheart)
- 1991: Canyon Cop
- 1991: Grüne Tomaten (Fried Green Tomatoes)
- 1992: Starfighter des Todes (Afterburn, Fernsehfilm)
- 1992, 2004: Law & Order (Fernsehserie, 2 Episoden)
- 1994: Mrs. Parker und ihr lasterhafter Kreis (Mrs. Parker and the Vicious Circle)
- 1994: Das Baumhaus (The War)
- 1994: Ausgerechnet Alaska (Northern Exposure, Fernsehserie, Episode 6x08)
- 1994, 2000: New York Cops – NYPD Blue (NYPD Blue, Fernsehserie, 3 Episoden)
- 1995: New York Undercover (Fernsehserie, Episode 1x21)
- 1995: The Wright Verdicts (Fernsehserie, Episode 1x06)
- 1995: Homicide (Fernsehserie, Episode 4x06)
- 1996: Swift Justice (Fernsehserie, Episode 1x10)
- 1996: Striptease
- 1997: Prince Street (Fernsehserie, Episode 1x03)
- 1997: Dead Silence – Flammen in der Stille (Dead Silence, Fernsehfilm)
- 1997: Outer Limits – Die unbekannte Dimension (Outer Limits, Fernsehserie, Episode 3x08)
- 1997: Deadly Lovers
- 1997: Falls Road (Fernsehfilm)
- 1997–1998: Brooklyn South (Fernsehserie, 22 Episoden)
- 1998: Martial Law – Der Karate-Cop (Martial Law, Fernsehserie, Episode 1x05)
- 1999: Partners (Fernsehserie, Episode 1x01)
- 1999: Allein gegen die Zukunft (Early Edition, Fernsehserie, Episode 4x01)
- 1999: Frauenpower (Family Law, Fernsehserie, Episode 1x09)
- 2001: Law & Order: Special Victims Unit (Fernsehserie, Episode 2x19)
- 2001: Mysterious Ways (Fernsehserie, Episode 2x12)
- 2001–2002: Für alle Fälle Amy (Judging Amy, Fernsehserie, 3 Episoden)
- 2002: Guilty Hearts (Fernsehfilm)
- 2002: Third Watch – Einsatz am Limit (Third Watch, Fernsehserie, Episode 3x20)
- 2002: Recipe for Murder (Fernsehfilm)
- 2002: Untreu (Unfaithful)
- 2002–2003: Boomtown (Fernsehserie, 24 Episoden)
- 2004: Everwood (Fernsehserie, Episode 2x12)
- 2005: Close to Home (Fernsehserie, Episode 1x07)
- 2005: Alle hassen Chris (Everybody Hates Chris, Fernsehserie, 2 Episoden)
- 2006: CSI: Vegas (CSI: Crime Scene Investigation, Fernsehserie, Episode 6x14)
- 2006: Schweinchen Wilbur und seine Freunde (Charlotte's Web)
- 2007: Las Vegas (Fernsehserie, Episode 4x15)
- 2007: Nip/Tuck – Schönheit hat ihren Preis (Nip/Tuck, Fernsehserie, Episode 5x07)
- 2007–2010: Mixed Blessings (Fernsehserie, 25 Episoden)
- 2008: Recount – Florida zählt nach (Fernsehfilm)
- 2009: Numbers – Die Logik des Verbrechens (Num3rs, Fernsehserie, Episode 5x11)
- 2009: Cold Case – Kein Opfer ist je vergessen (Cold Case, Fernsehserie, Episode 6x15)
- 2009: Die Entführung der U-Bahn Pelham 123 (The Taking of Pelham 123)
- 2010: Blue Bloods – Crime Scene New York (Blue Bloods, Fernsehserie, Episode 1x10)
- 2011: Flashpoint – Das Spezialkommando (Flashpoint, Fernsehserie, Episode 3x10)
- 2011: Criminal Minds: Team Red (Criminal Minds: Suspect Behavior, Fernsehserie, Episode 1x05)
- 2011: Castle (Fernsehserie, Episode 3x20)
- 2011: Die Schlümpfe (The Smurfs, Stimme)
- 2012: The Mentalist (Fernsehserie, Episode 5x5, Wie alles anfing)
- 2013: Die Schlümpfe 2 (The Smurfs 2, Stimme)
- 2013: Person of Interest (Fernsehserie, Episode 3x02)
- 2014: Justified (Fernsehserie, Episode 5x07)
- 2014: Bones – Die Knochenjägerin (Bones, Fernsehserie, Episode 10x03)
- 2014: Forever (Fernsehserie, Episode 1x10)
- 2015: The Leftovers (Fernsehserie, Episode 2x08)
- 2016: Madam Secretary (Fernsehserie, Episode 2x13)
- 2016: Navy CIS: New Orleans (NCIS: New Orleans, Fernsehserie, Episode 2x20)
- 2016: The Accountant
- 2016: Grey’s Anatomy (Fernsehserie, Episode 13x09)
- 2017: Chicago Justice (Fernsehserie, 2 Episoden)
- 2017: Suburbicon
- 2018: American Animals
- 2018: Criminal Minds (Fernsehserie, Episode 13x16)
- 2018: Ein Rezept für die Liebe (Little Italy)
- 2019: The Irishman
- 2022: Women of the Movement (Fernsehserie, 5 Episoden)
- 2022: Sound of Freedom
- 2023: Killers of the Flower Moon